# 東朗菶咔碉樓
東朗菶咔碉樓位於四川省涼山州木里縣，文物遺址年代判定為明。2012年7月16日公佈為第八批四川省文物保護單位。
東朗摹咔碉樓位於木里縣境內的東朗鄉娃中組，建於1604年。該碉樓通高約20米，建築占地面積30平方米，外牆長5.40米×寬5.40米，外觀呈下大上小逐漸向上收分的四方柱體，無論從任何一個方向觀看其外觀都呈一規整梯形。建築共9層，內牆呈90度直角由下而上，每層內部的面積相同，內部層高約2米，每層之間用厚約8公分左右的木板相隔，而且在建築外部可看到明顯的木板相隔標記。該建築的牆體均使用當地最普遍的青石塊和青石片做建築材料。整個碉樓雖經歷了數百年，至今仍然外形美觀，牆體結實，形狀如故。2008年，東朗摹咔石碉被木里縣人民政府公佈為縣級文物保護單位。